# WAS IT THE FUTURE (映像作品)
『WAS IT THE FUTURE』（ワズ イット ザ フューチャー）は、松田聖子のミュージック・ビデオ集。1996年12月2日発売。発売元はマーキュリー・ミュージックエンタテインメント。

## 解説
松田聖子7作目のミュージック・ビデオ集で、同年発売アルバム『WAS IT THE FUTURE』収録曲とシングル「あなたに逢いたくて〜Missing You〜」ミュージック・ビデオを収録。

## 収録曲
1. Overture
2. Let's Talk About It
3. Good For You
4. Was It The Future (EPK)
5. Let's Talk About It (BIG RED VIDEO MIX)
6. Good For You (Club Mix)
7. あなたに逢いたくて～Missing You～
8. Ending